# Flammes Carolo basket
Maillots
Actualités
Les Flammes Carolo Basket Ardennes (anciennement ASPTT Charleville-Mézières) est un club de basket-ball français situé à Charleville-Mézières, dans le département des Ardennes. L'équipe phare évolue en Ligue féminine de basket, le plus haut niveau national.
L'équipe première est entraînée par Romuald Yernaux depuis 2001. Le club dispose d'un centre de formation en section féminine ainsi qu'une section amateur dans toutes les catégories masculines.

## Historique

### Des montées successives
Emmenées par Romuald Yernaux, dès la saison 2001-2002, les joueuses de l'ASPTT Charleville-Mézières (encore sous son ancien nom) accèdent à la NF3, puis en 2002-2003 en NF2 et enfin en NF1 (alors deuxième division nationale) en 2005.

### Quelques saisons dans l'antichambre

#### La découverte (2005-2006)
L'équipe est éliminée au stade des seizièmes de finale de la coupe de France par Challes les Eaux (LFB) sur le score de 89 à 77. Silvana Mirvic a l'honneur de faire partie du deuxième cinq majeur de NF1, récompense attribuée par le site basquetebol.org.

#### La surprise (2006-2007)
L'équipe termine la saison à la quatrième place de la saison régulière de NF1. En coupe de France, le FCB crée l'exploit en battant Nice (LFB) 69 à 60 au stade des seizièmes de finale, avant de tomber avec les honneurs en huitièmes contre l'US Valenciennes (76 à 62), club qui évolue alors en Euroligue (élimination en huitième de finale).

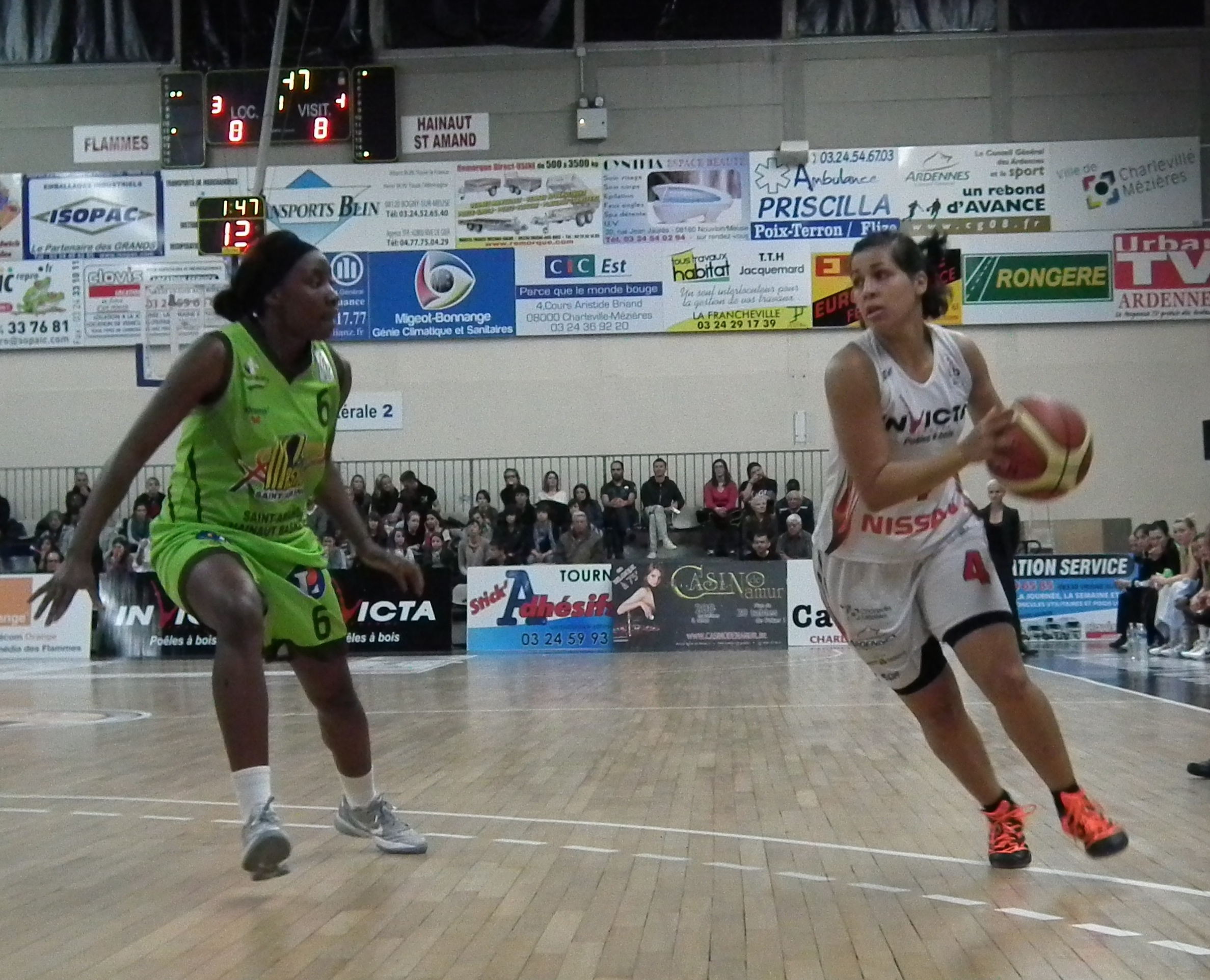
Arrivée au club en 2007, Amel Bouderra est devenue, au fil des saisons, la coqueluche du public de Bayard.

#### Si près de la Ligue féminine (2007-2008)
Ce FCB version 2007-2008 termine à la troisième place de la saison régulière, se qualifiant pour le premier Final Four de NF1 qui se déroulait à Nantes. En demi-finale, le FCB s'incline devant Basket Landes, futur champion de France, sur le score de 64 à 55. Les Carolomacériennes parviennent tout de même à remporter la petite finale devant Armentières (67 à 66). En coupe de France, l'équipe atteint les huitièmes de finale pour la seconde année consécutive après une victoire à Graffenstaden (NF2) 76 à 62, mais bute sur Mondeville à Bayard 80 à 69.

#### La rechute (2008-2009)
En championnat, le FCB achève la saison à une frustrante cinquième place, loupant la qualification pour le final four de Limoges au point average particulier avec Toulouse. Les Carolos s'étaient imposées 72 à 67 à Bayard, avant de s'incliner 67 à 56 lors du match retour dans la ville rose. Une fois encore, le club se distingue en coupe de France, où il crée l'exploit de sortir Arras, club évoluant en Ligue féminine de basket (LFB), en seizièmes de finale sur le score lourd de 71 à 51. En huitièmes de finale, l'équipe s'impose à Ouistreham (NF2) 90 à 53 et se permettait d'affronter l'ogre Bourges en quarts de finale à Bayard. Auteurs d'un match honorable, les Flammes ont cependant dû subir la loi de Bourges (81 à 61) et sortent de ce match avec la fierté d'avoir atteint ce stade de la compétition pour la fois de leur courte histoire. Dana Boonen a eu l'honneur d'être élue meilleure intérieure et meilleure joueuse étrangère de NF1 par le site basquetebol.org. Carine Contessi a, quant à elle, été élue dans le deuxième cinq majeur de NF1.

#### La consécration (2009-2010)
Au terme d'une saison où les spectateurs se sont rendus de plus en plus nombreux à la salle Bayard, les Flammes terminent premières de la saison régulière et organisent donc le Final Four, qu'elles vont remporter face au Hainaut-Saint-Amand 73 à 71 après prolongations devant un public bouillant. De plus, les Flammes atteignent les demi-finales de la coupe de France Joe Jaunay, une première pour un club de NF1, et l'équipe accède pour la première fois de son histoire à la Ligue féminine.
Amel Bouderra est nommée meilleure meneuse du championnat, Djéné Diawara meilleure pivot et meilleure étrangère, et Romuald Yernaux meilleur entraîneur.
Les deux premières sont sélectionnées dans l'équipe-type, et Carine Contessi dans la deuxième équipe-type.

### L'arrivée en Ligue féminine

#### Des débuts en douceur (2010-2011)
La première saison du club en Ligue féminine de basket aura été pleine d'enseignements. Avec un effectif principalement constitué de joueuses ayant connu la montée, le club se maintient en effectuant une impressionnante série à domicile (9 victoires sur 13 rencontres), tout en déstabilisant des équipes disputant les coupes d'Europe. Ainsi, Tarbes devra s'imposer à Bayard dans les prolongations, et la plupart des défaites du FCB dans son antre ne dépassaient pas les 3 points (contre Challes-les-Eaux, Nantes-Rezé ou encore Lattes-Montpellier).
Le club termine 11e du championnat, se maintenant et se qualifiant pour le Challenge Round. Battu au match aller contre Nantes-Rezé à domicile 79 à 64, il bat cette équipe au match retour à Nantes 65 à 59, mais est éliminé de la compétition au panier average.
La fin de la saison 2010-2011 a été le synonyme des départs de Frédéric Malherbe (adjoint), de Kristen Mann et d'autres joueuses.

#### La confirmation (2011-2012)

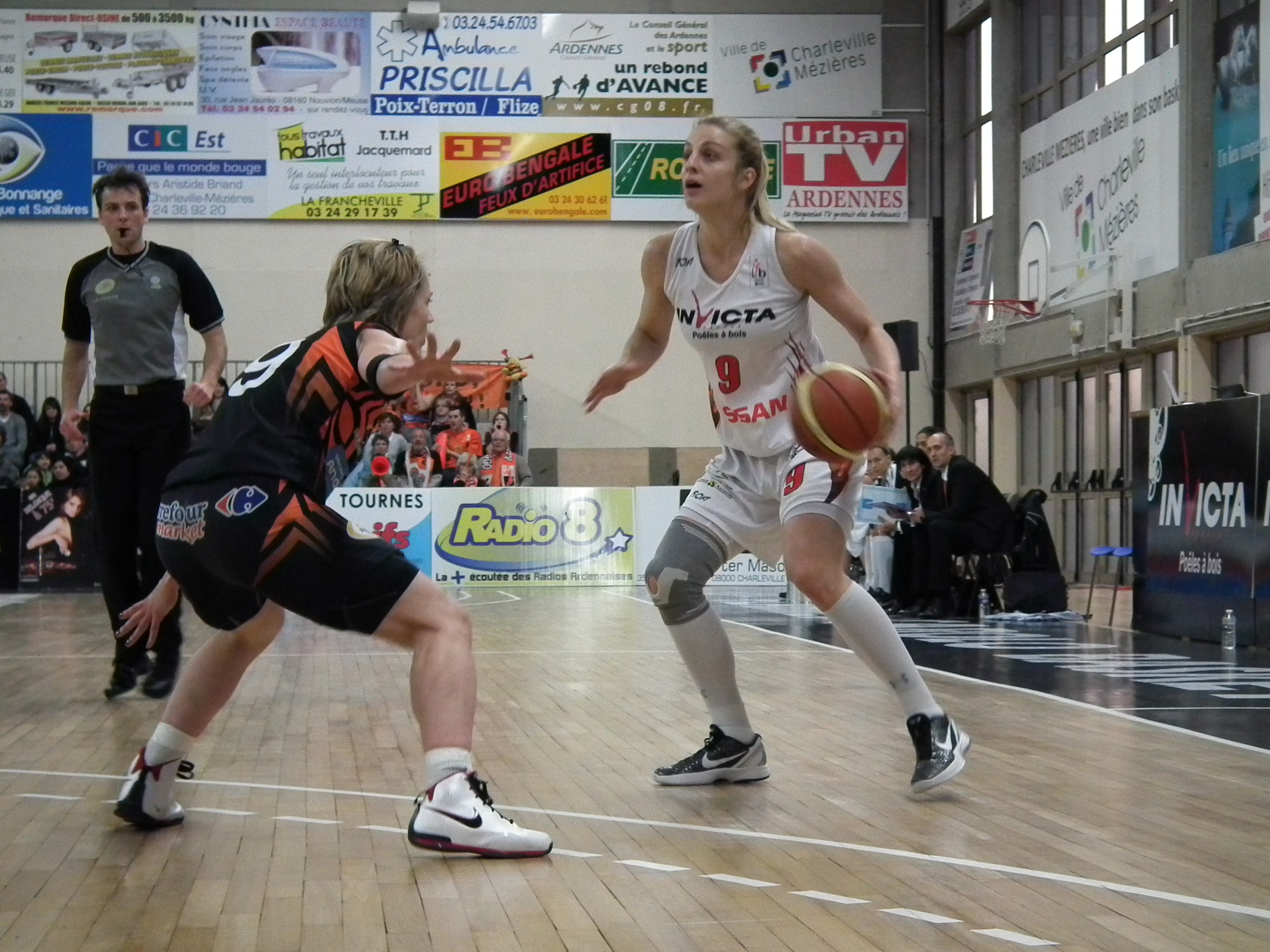
Ekaterina Dimitrova (en blanc) face à Céline Dumerc (en noir, pour Bourges), lors du match Flammes Carolo-Bourges, le 7 avril 2012.

À deux ans de la date fatidique de 2013, année pendant laquelle le club compte bien se qualifier pour la coupe d'Europe, les Flammes Carolo devaient prouver que leur place était bien en Ligue féminine. D'abord en étoffant l'effectif de joueuses reconnues. Ainsi, ce ne sont pas moins de cinq joueuses qui viennent compléter le noyau carolo : l'internationale grecque Zoi Dimitrakou, en provenance d'Aix-en-Provence, Anne-Sophie Pagnier, Yacine Sene et Valeriya Berejynska de Mondeville et enfin Magali Lacroix, venant de Challes-les-Eaux.
À l'image de la saison précédente, chaque match à la Salle Bayard est disputé. Hormis contre les poids lourds (Lattes-Montpellier, Challes-les-Eaux ou Tarbes), les Flammes Carolo s'imposent dans leur antre. Elles iront jusqu'à faire douter le futur champion de France, Bourges, lors de la 25e et avant-dernière journée, dans un match très serré, que Bourges parviendra à gagner de justesse (74-77).
Le maintien obtenu grâce à de belles victoires à domicile et à l'extérieur contre des équipes dont l'objectif était de rester en Ligue féminine, les Flammes Carolo espèrent même créer la surprise et se qualifier pour le Challenge Round (et éventuellement pour l'Eurocoupe). Mais deux dernières défaites cantonnent l'équipe à la 9e place, à deux points du Challenge Round.
Fin décembre 2011, le club se sépare de Magali Lacroix, et finit le championnat avec seulement sept joueuses professionnelles.
À la fin de la saison, Zoi Dimitrakou quitte le club, ainsi que la jeune Coralie Desprez, la première pour Bourges et la deuxième pour Dunkerque. Il est décidé par le club de conserver un noyau de six joueuses déjà présentes cette saison pour la saison 2012-2013.
Les supporters carolomacériens et plus largement du basket-ball féminin se souviendront du tir au buzzer d'Amel Bouderra, tiré de l'autre côté du terrain, lors d'un match de championnat contre Nice. La vidéo sera vue plus de 90 000 fois, et largement partagée sur les réseaux sociaux.

#### Une troisième saison délicate (2012-2013)
Après avoir obtenu les prolongations de Yacine Sene et d'Ekaterina Dimitrova, conservant Anne-Sophie Pagnier, Djéné Diawara et l’indéboulonnable Amel Bouderra, les Flammes Carolo investissent dans de nouvelles recrues. Aurélie Bonnan et Aminata Nar Diop viennent grandir les rangs et l'américaine Sheana Mosch, elle aussi nouvellement arrivée, pourrait même porter le club vers de plus hauts horizons.
Mais la saison ne démarre pas exactement comme c'était prévu. Malgré une victoire d'entrée à l'Open LFB contre Villeneuve-d'Ascq, les Flammes n'arrivent pas à trouver la cohésion qui faisait sa force la saison précédente, d'autant plus qu'il faudra attendre le 25 novembre pour que Sheana Mosch soit enfin qualifiée.
Après six victoires et sept défaites et l'élection d'un nouveau président, les Flammes Carolo retrouvent à la mi-saison une place de milieu de tableau, voyant ainsi s'éloigner le spectre de la relégation.
Malgré cela, les joueuses se mettent petit à petit en danger, dans la deuxième phase, se sauvant seulement de la trappe vers la Ligue 2 à l'avant-dernière journée, à la suite d'une prestation quasi-héroïque avec un effectif réduit, contre Aix-en-Provence (61 à 60).
Avec quatre victoires et neuf défaites dans la deuxième partie de saison, les Flammes Carolo terminent à la 10e place de Ligue féminine, et atteignent les quarts de finale de la Coupe de France, étant défaites par Lattes-Montpellier, le futur vainqueur.
Si Amel Bouderra, Anne-Sophie Pagnier, Ekaterina Dimitrova et Yacine Sene sont conservées à la fin de la saison, Sheana Mosch, Djéné Diawara et Aminata Nar Diop quittent le club, tout comme Aurélie Bonnan, qui a décidé de faire « un break » la saison prochaine, pour devenir préparatrice physique. Se séparant de cinq joueuses professionnelles, le club annonce le remplacement de quatre d'entre elles seulement, pour arriver à un total de sept professionnelles. Les autres places seront occupées par des jeunes, dont Victoria Majekodumni, qui a été présélectionnée en Équipe de France U18 en avril 2013.

#### Quête de l'Europe
Au terme de la saison 2014, le club obtient son meilleur classement en LFB (7e place) et une qualification pour le Challenge Round. Le président du club déclare : « Si nous ne glanons pas une participation à une coupe continentale, nous bâtirons une équipe pour en décrocher une en 2015. On est en train de réfléchir et, quand on arrive à un certain niveau, qu’on a validé des étapes, il est logique de vouloir placer la barre plus haut. »
Début octobre, l'équipe compte déjà 800 abonnés pour les 1495 places disponibles à Bayard,
Installées durablement en Ligue Féminine depuis 2010, les Flammes Carolo franchissent un nouveau palier lors de la saison 2015-2016. Disposant d’une toute nouvelle salle de presque 3 000 places (l’Arena), elles terminent la saison régulière à une solide 4ᵉ place, avec un bilan de 18 victoires pour 8 défaites (dernière saison à 14 clubs avant le passage à 12 clubs). Grâce à ce résultat, elles participent aux playoffs pour la première fois. Elles sont éliminées en demi-finale par Lattes-Montpellier.      
En Coupe de France, les Flammes atteignent les quarts de finale, éliminées par Bourges (57-52), et ce malgré les 23 points d’Amel Bouderra.
Cette saison confirme la montée en puissance du club, qui s’impose comme un sérieux prétendant dans le paysage du basket féminin français.
À l’issue de la saison, Amel Bouderra est élue MVP française du championnat et Romuald Yernaux meilleur entraineur.

#### L'ascension vers l'élite nationale et européenne (2016-2019)
Les Flammes Carolo poursuivent leur progression au plus haut niveau lors de la saison 2016-2017. Emmenées par Kim Mestdagh, Kaleena Mosqueda-Lewis, Valeriya Berezhynska et Alicia DeVaughn, elles terminent la saison régulière à la 2ème place avec un bilan de 17 victoires pour 5 défaites.
En playoffs, les Ardennaises atteignent les demi-finales et sont éliminées par l’équipe future vainqueure (Villeneuve-d'Ascq) au terme d’une double confrontation très serrée (score cumulé : 133-136).
Pour leur première participation à une coupe d’Europe en l’occurrence, l’Eurocoupe, les Flammes éliminent Fribourg en tour préliminaire (151-121 au cumul) avant de réaliser un sans-faute en phase de groupes (6 victoires). Elles sont ensuite battues en huitièmes de finale par les Slovènes de Good Angels Košice, malgré une victoire au match retour (64-83, 72-58).
En Coupe de France, le club atteint pour la première fois la finale de l’épreuve, et s’incline face à Bourges devant 2000 supporters des Flammes présents.
Amel Bouderra est une nouvelle fois élue MVP française du championnat lors de cette saison et Romuald Yernaux conserve le titre de meilleur entraineur.
Pour la saison 2017-2018, les Flammes Carolo confirment leur montée en puissance dans l’élite du basket français. Portées par un collectif solide composé notamment d’Amel Bouderra, Sara Chevaugeon, Kaleena Mosqueda-Lewis et Ana Filip, elles terminent une nouvelle fois la saison régulière à la 2ème place, avec un bilan de 17 victoires pour 5 défaites (identique à la saison précédente).
En playoffs, les Ardennaises atteignent les demi-finales, où elles sont éliminées par Tarbes, futur finaliste de la compétition.
En Eurocoupe, les Flammes réalisent un parcours prometteur. Invaincues en phase de poules (6 victoires en 6 matchs), elles accèdent aux huitièmes de finale, où elles s’inclinent face au club turc de Mersin.
En Coupe de France, le club ardennais atteint la finale pour la deuxième année consécutive, mais s’incline une nouvelle fois face à Bourges.
La saison 2018-2019 confirme la place des Flammes Carolo parmi les meilleures équipes françaises. L’équipe enregistre les arrivées d’Haley Peters, Géraldine Robert (pour remplacer Hhadydia Minté blessée) et Žofia Hruščáková.
En championnat, le club ardennais termine la saison régulière à la 4ème place, porté par une série de neuf victoires consécutives entre la 10ᵉ et la 18ᵉ journée. Qualifiées pour les playoffs, les Flammes atteignent les demi-finales, éliminées par l’ASVEL, future championne.
Engagées pour la première fois en Euroligue, les Carolos réalisent une campagne honorable avec un bilan de 5 victoires pour 9 défaites, terminant à la 6ème place de leur groupe, synonyme de reversement en quart de finale d’Eurocoupe. Elles y sont battues par Lattes-Montpellier, autre représentant français. La saison européenne est notamment marquée par une victoire historique face à Fenerbahçe (94-92 après prolongation) lors de la dernière journée d’Euroligue, l’un des exploits les plus marquants de l’histoire du club sur la scène continentale et le meilleur résultat européen du club jusqu’à présent.
En Coupe de France, les Flammes atteignent la finale pour la troisième année consécutive, mais les 2000 supporters carolo présents à Bercy ne peuvent empêcher l’équipe de s’incliner une nouvelle fois face à Bourges.
Amel Bouderra termine meilleure passeuse du championnat (6,9 passes par matchs).

#### Entre pandémie mondiale et confirmation sur la scène européenne (2019-2022)
Les Flammes Carolo abordent la saison 2019-2020 avec des ambitions renouvelées. Le club conserve sa capitaine emblématique, Amel Bouderra, et s'appuie sur un recrutement marqué notamment par le retour de Kim Mestdagh (déjà passée par Charleville entre 2015 et 2017), ainsi que par les arrivées de Katie Lou Samuelson et Nadia Colhado.
En championnat, les coéquipières d’Amel Bouderra commencent péniblement, avec 6 défaites en 7 matchs, avant de réaliser une série de 7 victoires consécutives jusqu’à l’arrêt du championnat en mars 2020. Elles occupent la 3ème place au moment de l’interruption.
En Eurocoupe, les Ardennaises réalisent un bon début de campagne en terminant à la première place de leur groupe avec un bilan de cinq victoires pour une défaite, validant ainsi leur qualification pour le second tour.
La saison est brutalement interrompue à la mi-mars 2020 en raison de la pandémie de COVID-19. La Ligue Féminine de Basket décide d’abord de suspendre la compétition, avant d’en annoncer l’annulation définitive, sans désignation de champion ni de relégations. Les Flammes étaient alors troisièmes du classement en saison régulière et qualifiées pour les quarts de finale de l’Eurocoupe, après s’être notamment défaites de Beşiktaş au tour précédent.
En Coupe de France, les Flammes sont éliminées par Roche Vendée (80-79) en huitième de finale.
Après une saison 2019-2020 interrompue par la pandémie de COVID-19, les Flammes Carolo abordent l’exercice 2020-2021 avec la volonté de s’inscrire dans la continuité tout en renforçant leur compétitivité. Le duo formé par Amel Bouderra et Kim Mestdagh reste au cœur du projet, tandis que le club enregistre les arrivées de joueuses majeures comme Christelle Diallo, Mame-Marie Sy-Diop et la prometteuse Tima Pouye.
En Ligue Féminine, l’équipe alterne entre bonnes prestations et passages à vide, concluant la saison régulière à la 7ᵉ place avec un bilan de 10 victoires pour 12 défaites. Qualifiées pour les playoffs, les Flammes sont éliminées en quarts de finale par l’ASVEL.
En Eurocoupe, les Flammes signent un parcours qui restera dans les mémoires de supporters en atteignant, pour la première fois, les demi-finales de la compétition. Elles s’inclinent face aux Espagnoles de Valence (80-68), futur vainqueur de l’épreuve. Lors du match pour la 3ᵉ place, disputé deux jours plus tard, elles sont battues par Szekszárd, terminant ainsi à la 4ᵉ place de l’édition.
En Coupe de France, les Flammes atteignent la finale pour la quatrième fois et ne perdent que d’un petit point contre Lattes-Montpellier (75-74) dans une salle de Bercy vide (pour cause de COVID).
La saison 2021-2022 commence avec la volonté de continuer à jouer le haut du tableau, après une saison précédente perturbée par le contexte sanitaire. Les cadres comme Amel Bouderra et Mame-Marie Sy-Diop  restent en place, et le club construit un effectif compétitif en s’appuyant notamment sur les arrivées de Marie-Michelle Milapie et Lisa Berkani, ou l’intégration de jeunes talents comme Leonie Fiebich et Ewl Guennoc.
En championnat, les Flammes entament leur saison de manière convaincante (6 victoires et 1 défaite lors des 7 premiers matchs) et sont premières de la saison régulière pendant 5 journées. L’équipe affiche un bilan de 13 victoires pour 9 défaites. Toutefois, les blessures et un manque de constance freinent la bonne dynamique de l’équipe en fin de saison, la faisant terminer à la 5ème place de la saison régulière. En quarts de finale des playoffs, les Flammes sont éliminées par Basket Landes.
Sur la scène européenne, les ardennaises passent le premier tour d’Eurocoupe avec un bilan à l’équilibre (3 victoires et 3 défaites), avant de défier Mersin en seizièmes de finale. À cause du contexte sanitaire, les Flammes voient leur double confrontation contre le club turc être plusieurs fois reportée, en raison de nombreux cas de COVID-19 dans les deux équipes. Cela les oblige à disputer leurs deux matchs à Mersin, sur deux jours consécutifs. Diminuées et en manque de rythme, elles s’inclinent logiquement, mettant fin à une campagne continentale frustrante.
En Coupe de France, les Carolos sont éliminées par l’ASVEL en huitième de finale.

#### Entre turbulences et reconstruction (2022-2024)
La saison 2022-2023 marque un tournant, avec une profonde refonte de l’effectif. Seule Amel Bouderra, figure emblématique du club, demeure, endossant également le rôle de directrice sportive. Le club mise alors sur un équilibre entre jeunesse et expérience, en intégrant Sara Chevaugeon et Emmanuelle Tahane.
En championnat, l’équipe peine à trouver de la régularité, mais parvient à accrocher la 8ème place de la saison régulière (9 victoires – 13 défaites), se qualifiant in extremis pour les playoffs. Les Flammes sont éliminées en quart de finale par l’ASVEL, future championne de France, emmenée par une Marine Johannès, auteure de 32 points lors du match aller.
En Eurocoupe, les Flammes Carolo termine la phase de groupes à la première place de leur groupe et atteignant les huitièmes de finale avec un bilan de 8 victoires pour 2 défaites.
Elles s’inclinent en huitième de finale de Coupe de France contre Monaco (LF2), sur le score de 77-72.
La saison 2023-2024 s’inscrit dans la continuité de l’exercice précédent, marquée par une instabilité persistante due à une succession de blessures et à un renouvellement constant de l’effectif. L’équipe peine à trouver une véritable cohésion sur le terrain, freinée dans sa progression par une dynamique d’urgence permanente.
Coline Franchelin se blesse dès le mois d’octobre et doit déclarer forfait pour le reste de la saison. Elle est remplacée par la meneuse hongroise Ágnes Studer. En février, Shay Colley quitte l’équipe, tandis que Kristina Topuzović rejoint l’effectif afin de compenser la blessure de Sara Chevaugeon. La raquette connaît elle aussi de nombreux changements, avec les arrivées successives d’Adut Bulgak puis de Ziomara Morrison pour pallier l’absence prolongée d’Aby Gaye.
En Ligue féminine, les Flammes terminent à la 9ème place de la saison régulière, affichant un bilan de 9 victoires pour 13 défaites. Elles manquent les playoffs pour la première fois depuis la saison 2014-2015 et doivent se contenter des play-downs.
Sur la scène européenne, le club connaît également un revers. Qualifiées en seizièmes de finale en tant que meilleures troisièmes, les Flammes sont prématurément éliminées par Roche Vendée. Cette saison difficile est toutefois marquée par une note positive : la première sélection de Kadiatou Sissoko en équipe de France.

#### Vers un nouveau souffle (2024-
La saison 2024-2025 débute sous de meilleurs auspices pour les Flammes Carolo, qui misent sur la stabilité et la continuité. Le club conserve une ossature solide avec Noémie Brochant, Amel Bouderra, Ornella Bankolé, Sara Chevaugeon et Coline Franchelin, auxquels s’ajoutent plusieurs recrues comme Oderah Chidom, Tiffany Clarke ou Esmery Martinez.
Le club enchaine les victoires après un début de saison poussif. L’équipe termine la saison régulière à la 5ème place avec un bilan de 13 victoires pour 9 défaites, affichant un jeu offensif (2ème attaque). En playoffs, les Flammes Carolo réussissent à éliminer Lattes-Montpellier en quart de finale (90-72, 80-68) et accèdent ainsi au dernier carré de la compétition où elles rencontrent Tarbes qu’elles battent au match aller (56-60) mais perdront lourdement au retour (45-73), la faute à de nombreux tirs manquées (33% de réussite à 2 et 3 points lors du match retour).
Parallèlement au championnat, le club effectue un parcours brillant en Coupe de France, en remportant la coupe pour la première fois de son histoire en battant Bourges en finale (67-70). Sara Chevaugeon est élue MVP de la finale. En demi-finale, les Flammes se sont défaites de Tarbes lors d’une rencontre intense (75-74), où elles auront été menées durant une grande partie du match avant de renverser la situation dans les dernières minutes. Ce trophée permet aux Flammes de disputer l’Euroligue la saison suivante.
Les Flammes déploreront le départ d’Esmery Martinez début avril 2025, qui a activé sa clause pour rejoindre les New York Liberty en WNBA, ne laissant pas au club la possibilité de la remplacer. Cette dernière n’avait pu rejoindre le groupe que fin octobre 2024, suite à un problème de visa. Ce départ surprise provoquera la colère de Romuald Yernaux, qui appelle à une réflexion concernant la refonte des calendriers de compétitions afin d’éviter ce genre de situation à l’avenir.
Amel Bouderra prend sa retraite en fin de saison après 18 saisons au club. Elle endosse pleinement son rôle de directrice sportive.
À l’issue de la saison, Noémie Brochant et Coline Franchelin sont appelées dans le groupe élargi de Jean-Aimé Toupane pour disputer l’EuroBasket.

## Palmarès
- Ligue féminine de basket :
  - Demi-finaliste : 2016, 2017, 2018, 2019 et 2025
- Coupe de France [1] : 
  - Vainqueur : 2025
  - Finaliste : 2017, 2018, 2019 et 2021
  - Demi-finaliste : 2010

- Championnat de France de NF1 [1] : 
  - Vainqueur : 2010

## Bilan saison par saison
| Saison    | Championnat | Place (play-off)   | V-D                | Place (saison reg.) | V-D   | Coupe de France | Coupe d'Europe           | Bilan         | V-D  |
| --------- | ----------- | ------------------ | ------------------ | ------------------- | ----- | --------------- | ------------------------ | ------------- | ---- |
| 2001-2002 | Régional    |                    |                    |                     |       |                 | -                        | -             | -    |
| 2002-2003 | NF3         |                    |                    |                     |       |                 | -                        | -             | -    |
| 2003-2004 | NF2         |                    |                    |                     |       |                 | -                        | -             | -    |
| 2004-2005 | NF2         |                    |                    |                     |       |                 | -                        | -             | -    |
| 2005-2006 | NF1         | -                  |                    | 5e                  |       | 16e de finale   | -                        | -             | -    |
| 2006-2007 | NF1         | -                  |                    | 4e                  | 20-10 | 8e de finale    | -                        | -             | -    |
| 2007-2008 | NF1         | ½ f.               | 1-1                | 3e                  | 22-8  | 8e de finale    | -                        | -             | -    |
| 2008-2009 | NF1         | -                  | -                  | 5e                  | 21-9  | 1/4 de finale   | -                        | -             | -    |
| 2009-2010 | NF1         | Champion           |                    | 1ère                | 27-3  | 1/2 finale      | -                        | -             | -    |
| 2010-2011 | LFB         | -                  | -                  | 11e                 | 10-16 | 8e de finale    | -                        | -             | -    |
| 2011-2012 | LFB         | -                  | -                  | 9e                  | 11-15 | 1/4 de finale   | -                        | -             | -    |
| 2012-2013 | LFB         | -                  | -                  | 10e                 | 10-16 | 1/4 de finale   | -                        | -             | -    |
| 2013-2014 | LFB         | -                  | -                  | 7e                  | 12-14 | 1/4 de finale   | -                        | -             | -    |
| 2014-2015 | LFB         | -                  | -                  | 11e                 | 10-16 | 16e de finale   | -                        | -             | -    |
| 2015-2016 | LFB         | ½ f.               | 0-2                | 4e                  | 18-8  | 1/4 de finale   | -                        | -             | -    |
| 2016-2017 | LFB         | ½ f.               | 2-2                | 2e                  | 17-5  | Finale          | Eurocoupe                | 16e de finale | 9-1  |
| 2017-2018 | LFB         | ½ f.               | 2-2                | 2e                  | 17-5  | Finale          | Eurocoupe                | 8e de finale  | 8-2  |
| 2018-2019 | LFB         | ½ f.               | 2-3                | 4e                  | 13-9  | Finale          | Euroligue puis Eurocoupe | 1/4 de finale | 5-11 |
| 2019-2020 | LFB         | Saison interrompue | Saison interrompue | 3e                  | 10-7  | 8e de finale    | Eurocoupe                | 1/4 de finale | 9-1  |
| 2020-2021 | LFB         | ¼ f.               | 0-2                | 7e                  | 10-12 | Finale          | Eurocoupe                | 1/2 finale    | 4-3  |
| 2021-2022 | LFB         | ¼ f.               | 0-2                | 5e                  | 13-9  | 8e de finale    | Eurocoupe                | 16e de finale | 6-6  |
| 2022-2023 | LFB         | ¼ f.               | 0-2                | 8e                  | 9-13  | 8e de finale    | Eurocoupe                | 8e de finale  | 8-2  |
| 2023-2024 | LFB         | -                  | -                  | 9e                  | 9-13  | 1/4 de finale   | Eurocoupe                | 16e de finale | 3-4  |
| 2024-2025 | LFB         | ½ f.               | 2-2                | 5e                  | 13-9  | Champion        | -                        | -             | -    |

## Saison 2025-2026
| Numéro | Nom               | Naissance         | Taille (m) | Poste | Nationalité         |
| 1      | Noémie Brochant   | 25 octobre 1999   | 1,80       | 3     | France              |
| 2      | Coline Franchelin | 18 août 1999      | 1,69       | 1     | France              |
| 34     | Tiffany Clarke    | 5 février 1991    | 1,83       | 4-5   | États-Unis Jamaïque |
|        | Lucile Jérome     | 17 novembre 2003  | 1,74       | 1     | France              |
|        | Maïa Hirsch       | 13 novembre 2003  | 1,96       | 3-4   | France              |
|        | Vaciana Gomis     | 20 décembre 2002  | 1,73       | 2     | France              |
|        | Isabelle Strunc   | 8 mars 1991       | 1,78       | 2     | France              |
|        | Ténin Magassa     | 19 septembre 2001 | 1,98       | 5     | France              |
|        | Elisabeth Dixon   | 29 septembre 2000 | 1,95       | 4-5   | États-Unis          |
|        | Ashley Joens      | 16 mars 2000      | 1,85       | 2     | États-Unis          |

## Anciennes joueuses

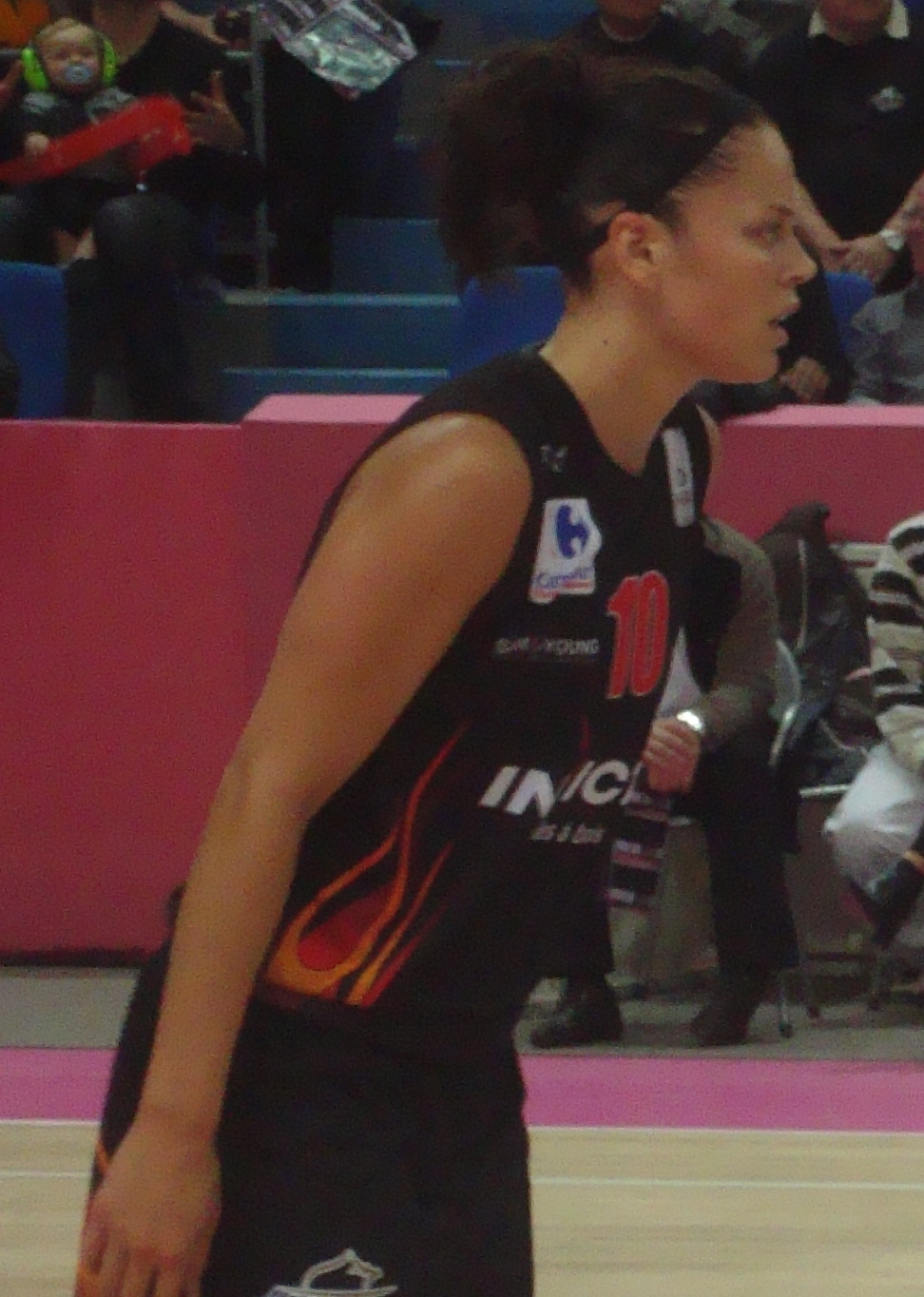
L'américaine Kristen Mann, au club lors de la saison 2010-2011.

- Carine Contessi (2005-2011)
- Amel Bouderra (2007-2025)
- Alexia Kusion (2008-2011)
- Bélinda M’Boma (2009-2011)
- Sarra Ouerghi (2009-2011)
- Kristen Mann (2010-2011)
- Bojana Vulić (2010-déc. 2010)
- Ekatarina Dimitrova (2010-2015)
- Magali Lacroix (2011-déc. 2011)
- Valeriya Berejynska (2011-2012)
- Zoí Dimitrákou (2011-2012)
- Djéné Diawara (2009-2013)
- Aurélie Bonnan (2012-2013)
- Sheana Mosch (2012-2013)
- Kaleena Mosqueda-Lewis (2015-2019)
- Sara Chevaugeon (2017-2020) / (2022-2025)
- Nwal-Endéné Miyem (2019-2021)
- Lisa Berkani (2021-2022)
- Ingrid Tanqueray (2022-2023)

## Entraîneurs marquants
- Romuald Yernaux (depuis 2001)
- Pierre Davenel (adjoint, depuis 2019)
- Ljubica Drljaca (2023-2024)
- Fabien Calvez (adjoint, 2016-2019)
- Mike Gonsalves (adjoint, 2011-2013)
- Frédéric Malherbe (adjoint, 2004-2011)